# Fermín Santos
Fermín Santos Alcalde (1909-1997) fue un pintor español.

## Biografía
Nacido en 1909, en la localidad guadalajareña de Gualda, habría sido discípulo de Daniel Vázquez Díaz. Vinculado a la localidad de Sigüenza, cuyo ayuntamiento le concedió en 1976 la consideración de hijo adoptivo, representó en sus pinturas, entre otros, temas como paisajes y estampas de la zona. Falleció el 29 de noviembre de 1997. Antonio Herrera Casado le considera uno de los pintores más destacados en el siglo XX de la provincia de Guadalajara.